# Mark Norman (dj)
Mark Norman is een Nederlands producer- en dj-duo dat veelal trancemuziek maakt en over de hele wereld in clubs en op evenementen optreedt.

## Biografie
Mark de Jong en Norman Lenden leren elkaar in 1995 kennen op de middelbare school in Zoetermeer. Hierna verhuist Norman Lenden vanwege zijn studie naar Friesland. De Jong studeert in 2002 af als commercieel ingenieur aan de HTS in Den Haag, terwijl Lenden afstudeert aan de HBO voor Leisure Management in Leeuwarden. Norman organiseert tevens grote feesten in Leeuwarden.
In 2001 brengen zij hun eerste plaat uit, getiteld Splash!. Deze plaat wordt opgepikt door de Engelse dj Judge Jules, maar hun eerste grote succes kwam in 2002 met de verschijning van Overkill. Deze undergroundplaat stond in alle dancelijsten op nummer 1 en behaalde een notering in de Single Top 100. Ook in het buitenland behaalde deze plaat grote successen. Hierna volgden Total Seduction en Faith.
In 2003 tekenen de twee producers een platencontract bij platenmaatschappij Black Hole Recordings, mede opgericht door DJ Tiesto, en brengen zij hun eerste plaat, met de titel Stream, uit op het label Magik Muzik. Ook deze plaat behaald de nummer 1 positie in de dancecharts, net zoals Rush, Touchdown en T 34. In datzelfde jaar worden zij benoemd tot aanstormend talent tijdens de Dutch DJ Awards.
Vanaf dat moment besluiten de twee naast het produceren zich serieus te richten op het dj'en. Norman Lenden neemt deze taak op zich en wordt meer het gezicht van Mark Norman, terwijl Mark de Jong zich meer richt op de producties. In 2004 wint Mark Norman de Friese Popprijs, maken zij een remix van Tiesto’s hit Love comes again en brengen zij hun succesvolle clubplaat Phantom Manor uit. Tevens mixt Mark Norman in 2004 de succesvolle In Trance we Trust 009 compilatie. In 2005 krijgt de Haagse DJ een maandelijkse residentie in club Eau en wordt hij resident DJ bij GoodGreef in the UK. Tevens starten zij een unieke samenwerking met het orkest Basic XL. In 2005 treden zij samen op in theater de Harmonie in Leeuwarden. 
Synchronicity is het debuutalbum van Mark Norman en komt in 2005 uit. In 2006 gaat hij tachtig dagen de wereld over. Met 24 optredens in 23 landen was dit een van de meest unieke concepten van 2006 in de internationale dancewereld. In 2007 komt het tweede album uit, getiteld Colours. Naast eigen producties heeft Norman diverse artiesten geremixt, zoals Tiesto, Paul Oakenfold, ATB, Brian Transau (BT), Blank & Jones, Andain, Signum en vele anderen.
In 2008 mixt Mark Norman een mixcompilatie Mark Norman - Live in Dubai voor het platenlabel Daxar Music uit Dubai. In 2010 werkt Norman samen met choreograaf Uri Eugenio voor het Holland Dance Festival. Samen verzorgen zij de muziek en choreografie voor een unieke dansvideo uitgevoerd door amateurdansers . In 2013 komt Mark Norman Mike Schmid tegen, de toetsenist van Miley Cyrus. Samen nemen ze de plaat en muziekvideo ´Locked Inside´ op. 
Mark Norman draait in de meest toonaangevende clubs in binnen- en buitenland. O.a. Zouk Singapore, Gatecrasher UK, Amnesia Ibiza, Club Glow Washington DC, Tomorrowland, Trance Energy, Mystery Land, Dance Valley hebben kennis gemaakt met de energieke sound van Mark Norman.

## Uitgaven
- Mark Norman featuring Mike Schmid - Locked inside
- Rebound
- Clash
- Cheeky Monday
- Class of '99
- Actual Events
- Fobiac
- Sonor
- Confuse
- Coffee Break
- Life's too Short
- Restart
- Bazarus
- Space Invaders
- Horizons
- Talk Like A Stranger
- Be With U
- Niagara
- Mark Norman feat. JES - One Moon Circling
- Blikken Machine
- Become Human
- Saint Barth's
- Ventura
- Abend
- Mark Norman presents Celine - Colour my Eyes
- Brasilia
- Touchdown
- T34 / Teardrops
- Rush
- Phantom Manor
- Overkill
- Shine
- Stream
- Tell me
- Intimate Gesture
- Faith
- Instinctive
- Total Seduction
- Return 2 Eden
- Feelings
- Above!
- X Fader
- Splash

## Remixes
- Andain - Beautiful Things
- Myon - Albion
- Jan Johnston - Obsession
- ATB - Justify
- Paul Oakenfold - No Compromise
- Tiesto - Love comes again
- Blank and Jones - Mind of the Wonderful
- DJ Sammy - Rise Again
- The Freak - Above the Clouds
- Smith & Pledger - Forever
- Precision - Another Situatin
- Marc et Claude – Free
- Signum - First Strike
- Dj Joop – Sonsuz
- Don Diablo

## Albums
- Mark Norman Live in Dubai (2008)
- Colours (2007)
- Around the world in 80 days (2006)
- Synchronicity (2005)
- In Trance We Trust 009 (2004)